# Alvechurch
Alvechurch è un vasto villaggio e una parrocchia civile del distretto di Bromsgrove, a nord est rispetto alla contea del Worcestershire in Inghilterra. È posizionato nella valle del fiume Arrow.
Dai risultati dell'ultimo censimento (nel 2001), è emerso che Alvechurch ha una popolazione di 5 316 abitanti.

## Storia
Alvechurch significa "La chiesa della signora Aelfgiva" probabilmente, una parente del re Atelstano d'Inghilterra.
Il re Offa di Mercia costituì la prima parrocchia alla fine dell'ottavo secolo d.C. Nel XIII secolo d.C. il vescovo di Worcester fece costruire un palazzo nel villaggio, che venne poi distrutto nel XVII secolo; i resti che oggi si possono identificare, sono parti del fossato e un tasso.
Dal XIX secolo alla metà del ventesimo, nella frazione di Withybed, c'era una fabbrica di mattoni nel margine del villaggio. Altre industrie presenti nella zona, producono chiodi e aghi.

## Architettura
Il villaggio è costituito da edifici medievali e, prevalentemente, di edifici in stile georgiano, Edoardiano e Vittoriano. 
La chiesa di San Lorenzo venne ricostruita in gran parte tra il 1858 e il 1861 da William Butterfield. L'organo presente nella chiesa ha 1348 tubi.
La stazione di Alvechurch venne costruita nel 1859 e comunque, nel villaggio sono presenti nuove case residenziali, scuole primarie e secondarie. Nel 2008 una nuova scuola secondaria viene costruita nella parte nord orientale del villaggio mentre la vecchia scuola è stata demolita.